# Christophe Mengin

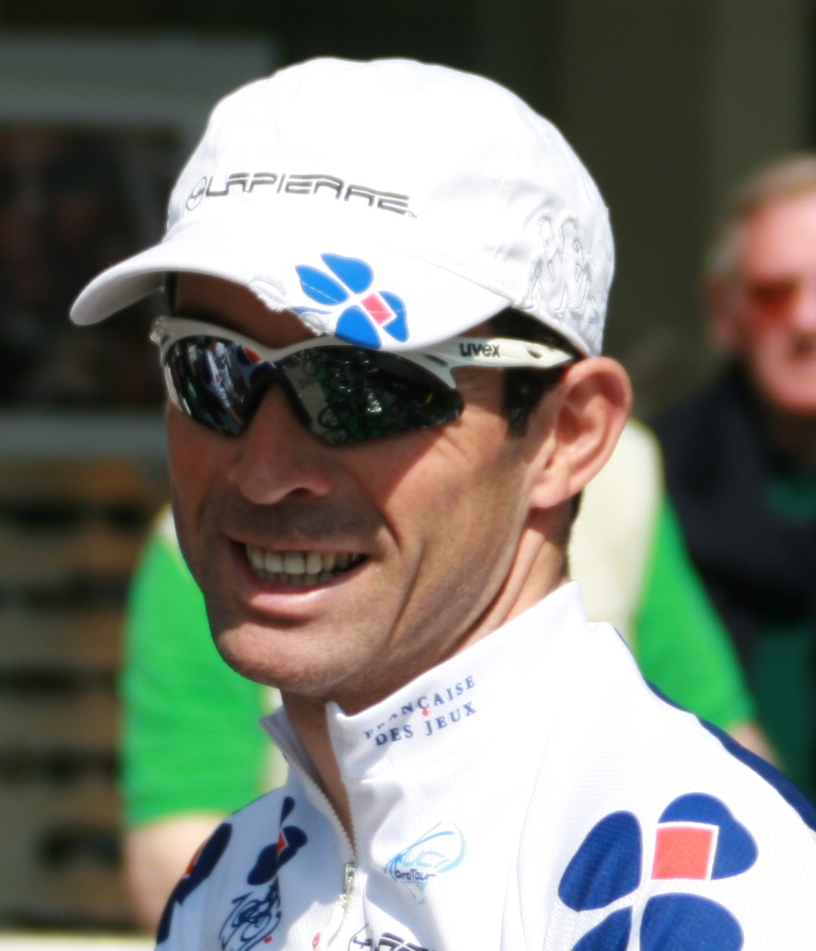
Christophe Mengin

Christophe Mengin (n. 3 de setembro, 1968 em Cornimont, Vosges) é um ciclista francês que participa em competições de ciclismo de estrada. Venceu uma etapa no Tour de France de 1997.